# نسیم (فیلم ۱۹۹۵)
نسیم (به هندی: Naseem) و نسیم صبح (به انگلیسی: The Morning Breeze) فیلمی هندی محصول سال ۱۹۹۵ و به کارگردانی سعید اختر میرزا است. در این فیلم بازیگرانی همچون مائوری کانگو، کیفی اعظمی، کی کی منون، سورکا سیکری، کولبوشان کارباندا و ماکاراند دشپانده ایفای نقش کرده‌اند.